# Ángeles cantando están
Ángeles cantando están, en francés Les Anges dans nos campagnes, es un célebre villancico navideño francés. 

## Historia
Entre las primeras obras conocidas donde se ha publicado, se pueden citar la Elección de cánticos ofrecidos a los alumnos de las escuelas cristianas, Burdeos, 1846 (sin música), y la selección de Louis Lambillotte Elección de cánticos sobre aires nuevos, París, 1848. 
El villancico celebra el nacimiento de Cristo y representa el coro que los ángeles, junto a los pastores, entonan para celebrar el evento.
Este villancico ha sido traducido a numerosas lenguas. En inglés fue traducido en 1862 por el obispo de Hexham y Newcastle, James Chadwick. 
El poema navideño Angels from the Realms of Glory del poeta escocés James Montgomery, publicado por primera vez en 1816, se canta a menudo sobre la melodía del villancico Ángeles cantando están, pero esto no prueba nada sobre la fecha de composición, porque la asociación del poema inglés con el aire del villancico francés no se remonta más que al  Oxford Book of Carols de 1924.

## Letras

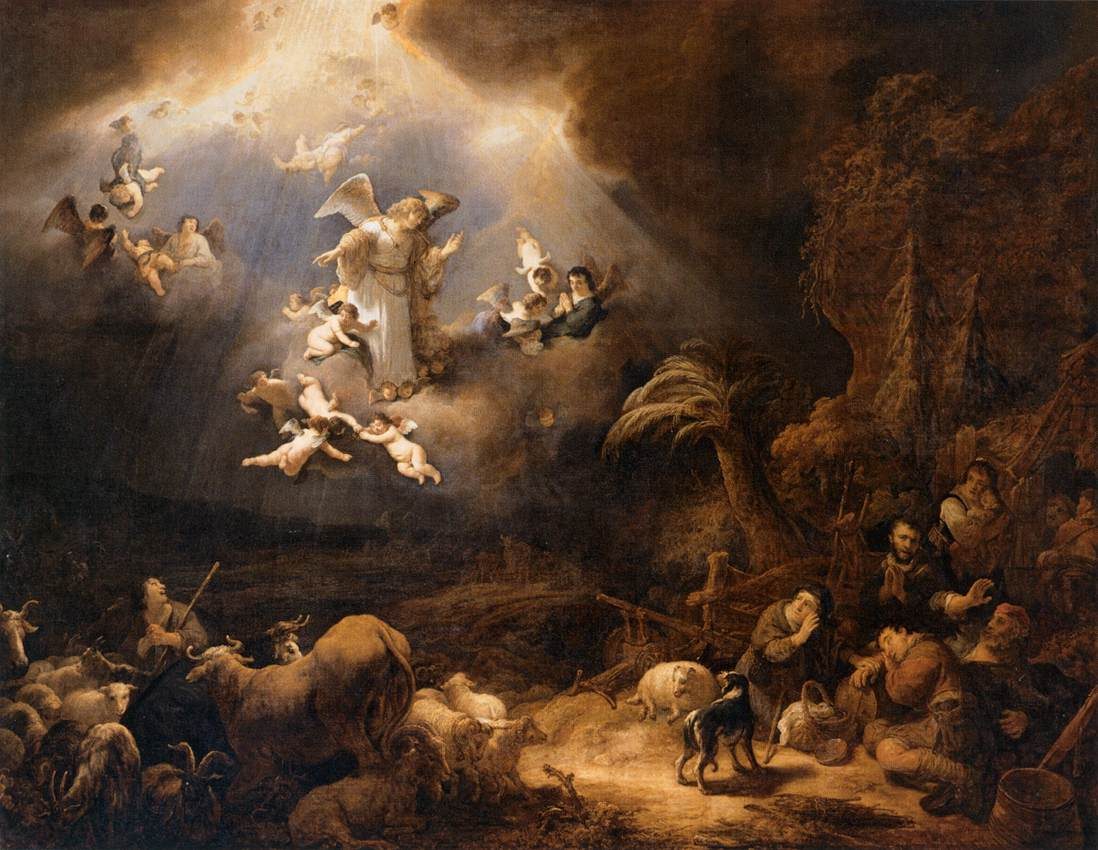
Govert Flinck - Los ángeles anuncian el nacimiento de Cristo a los pastores

| Les anges dans nos campagnes (Francés) Les anges dans nos campagnes Ont entonné l'hymne des cieux, Et l'écho de nos montagnes Redit ce chant mélodieux Gloria in excelsis Deo (Bis) Bergers, pour qui cette fête ? Quel est l'objet de tous ces chants ? Quel vainqueur, quelle conquête Mérite ces cris triomphants ? Gloria in excelsis Deo (Bis) Ils annoncent la naissance Du libérateur d'Israël Et pleins de reconnaissance Chantent en ce jour solennel Gloria in excelsis Deo (Bis) Cherchons tous l'heureux village Qui l'a vu naître sous ses toits Offrons-lui le tendre hommage Et de nos cœurs et de nos voix Gloria in excelsis Deo (Bis) Bergers, quittez vos retraites, Unissez-vous à leurs concerts, Et que vos tendres musettes Fassent retentir les airs Gloria in excelsis Deo (Bis) | Los ángeles en nuestros campos (Traducción literal) Los ángeles en nuestros campos han entonado el himno de los cielos, y el eco de nuestras montañas repite este canto melodioso: Gloria in excelsis Deo (Bis) Pastores, ¿para quién (es) esta fiesta? ¿Cuál es el objeto de todos estos cantos? ¿Qué vencedor, qué conquista merece estos gritos triunfantes? Gloria in excelsis Deo (Bis) Ellos anuncian el nacimiento del liberador de Israel y llenos de agradecimiento en este día solemne. Gloria in excelsis Deo (Bis) Busquemos todos la feliz aldea que lo ha visto nacer bajo sus tejados. Ofrezcámosle el tierno homenaje y nuestros corazones y nuestras voces. Gloria in excelsis Deo (Bis) Pastores, dejad vuestros refugios, uniros a sus conciertos, y que vuestras dulces cornamusas hagan retumbar los aires. Gloria in excelsis Deo (Bis) | Ángeles cantando están (Español) Ángeles cantando están, tan dulcísima canción, las montañas su eco dan, como fiel contestación. Gloria a Dios en lo alto. (Bis) Los pastores sin cesar, sus cantares dan a Dios, cuán glorioso es el cantar de su melodiosa voz. Gloria a Dios en lo alto. (Bis) Hoy anuncian con fervor que ha nacido el Salvador los mortales gozarán paz y buena voluntad. Gloria a Dios en lo alto. (Bis) ¡Oh! Venid pronto a Belén para contemplar con fe a Jesús, autor del bien, al recién nacido Rey. Gloria a Dios en lo alto. (Bis) | Angels We Have Heard on High (Inglés) Angels we have heard on high Sweetly singing o’er the plain And the mountains in reply Echoing their joyous strain Gloria, in excelsis Deo! (Bis) Shepherds, why this jubilee? Why your joyous strains prolong? What the gladsome tidings be? Which inspire your heavenly songs? Gloria, in excelsis Deo! (Bis) Come to Bethlehem and see Christ Whose birth the angels sing; Come, adore on bended knee, Christ, the Lord, the newborn King. Gloria, in excelsis Deo! (Bis) See Him in a manger laid, Jesus, Lord of heaven and earth; Mary, Joseph, lend your aid, With us sing our Savior's birth. Gloria, in excelsis Deo! (Bis) |

## Uso en películas
En la película Un taxi para Tobruk, estrenada en 1960, Charles Aznavour retoma la melodía adaptando la letra. La canción es rebautizada así «La Marcha de los Ángeles».
En la película china Las flores de la guerra (2011) dirigida por Zhang Yimou, el villancico es interpretado por un coro de niñas en una de las escenas clave de la película.
También aparece en la película estadounidense Atrápame si puedes (2002) de Steven Spielberg, protagonizada por Leonardo DiCaprio y Tom Hanks. En la escena cuando la policía llega a la imprenta en Montrichard, Francia, donde Frank (personaje de DiCaprio) imprime los cheques falsos, lo canta el coro de la iglesia que está enfrente.